# Argiolaus lalos
Argiolaus lalos är en fjärilsart som beskrevs av Druce 1896. Argiolaus lalos ingår i släktet Argiolaus och familjen juvelvingar. Inga underarter finns listade i Catalogue of Life.